# Craig Green

a Compétitions nationales et continentales officielles uniquement.

b Matchs officiels uniquement.
Dernière mise à jour le 29 janvier 2024.
Craig Green, né le 23 mars 1961 à Christchurch, est un joueur international néo-zélandais de rugby à XV, ayant évolué au poste de trois-quarts aile.
Sélectionné à 20 reprises de 1983 à 1987 pour 11 essais, il est champion du monde en 1987.

## Biographie
De 1981 à 1987, Green a joué pour la province de Canterbury.
Il jouait initialement trois quart centre, puis vers 1984 s’est reconverti à l’aile car il y avait beaucoup de concurrence au centre.
Il a fait ses débuts avec la Nouvelle-Zélande en novembre 1983 à l’occasion d’un match contre l’équipe d’Écosse.
Green a remporté la Coupe du monde 1987 (cinq matches joués, dont la finale contre la France). Il a marqué quatre essais lors du match contre les Fidji.
Au total, il a marqué onze essais en vingt test matches, et cent dix essais en cent soixante matches de haut niveau.
Il a disputé son dernier test match contre les Wallabies en juillet 1987.

## Palmarès
- Vainqueur de la Coupe du monde 1987

## Statistiques

### En équipe nationale
De 1983 à 1987, Steve McDowall compte 20 sélections avec les All-Blacks, inscrivant 44 points. Avec les Kiwis, il dispute une Coupe du monde en 1987.